# Cho Jun-ho
Cho Jun-Ho, född den 16 december 1988 i Busan, Sydkorea, är en sydkoreansk judoutövare.
Han tog OS-brons i herrarnas halv lättvikt i samband med de olympiska judotävlingarna 2012 i London.